# Eishockey-Terminologie
Wie bei den meisten anderen Sportarten hat sich auch für das Eishockey im Lauf der Jahrzehnte eine umfangreiche Terminologie entwickelt. Ein großer Teil davon stammt aus Nordamerika oder basiert im deutschsprachigen Raum auf dort gebräuchlichen Bezeichnungen. Im Folgenden sind die wichtigsten Bezeichnungen und Wendungen alphabetisch aufgelistet.
Im Regelfall wird bei auf Deutsch und Englisch gebräuchlichen Begriffen auf den jeweils deutschen Begriff verwiesen. Kursiv gesetzte Wörter verweisen auf Erklärungen an anderer Stelle in diesem Artikel.

## A
- Abseits: das Betreten der Angriffszone durch einen angreifenden Spieler vor dem Puck. Ein Abseits resultiert in einer Unterbrechung und einem Bully in der neutralen Zone.

- All Star Game: ein Show-Spiel, das mit den vom Publikum oder von Fachleuten gewählten besten Spielern einer Liga ausgetragen wird

- Angriffszone: auch als gegnerische Zone bezeichnet, jenes Drittel des Spielfeldes, in dem das Tor des Gegners steht. Das Gegenteil ist die Verteidigungszone

- Assist: ein Zuspiel, das zu einem Torerfolg führt

- Attacking Zone: siehe Angriffszone

- Aufbaupass: der einleitende Spielzug eines Angriffs, wird üblicherweise von einem Verteidiger aus der eigenen Zone herausgespielt

## B
- Backhand Shot oder Backhander: siehe Rückhandschuss

- Backcheck oder Backchecking: ein Teil der Verteidigungsarbeit bei schnellen Gegenangriffen (Rushes), bei der ein Spieler einen gegnerischen Spieler bei seinem Weg in die eigene Verteidigungszone zu stören versucht

- Backup oder Backup goalie: siehe Ersatztorwart

- Bande: die Spielfeldbegrenzung. Sie besteht im Regelfall im unteren Teil aus Holz oder Kunststoff, worauf zum zusätzlichen Schutz eine Wand aus Plexiglas errichtet wird. Der untere Teil der Bande wird durch das Kick Plate gebildet.

- Bankstrafe: eine kleine oder große Bankstrafe (zwei bzw. fünf Minuten) resultiert in einer Strafzeit, während derer die Mannschaft des bestraften Spielers in Unterzahl agiert. Große Bankstrafen ziehen automatisch eine Spieldauer-Strafe nach sich.

- Beinstellen: regelwidrige Attacke gegen die Beine eines gegnerischen Spielers mit dem Stock oder dem eigenen Bein.

- Big Save: ein vom Torwart gehaltener torgefährlicher Schuss, oft in einer entscheidenden Spielsituation

- Blade: 1.) der untere, abgewinkelte Teil des Eishockeyschlägers, der Kontakt mit dem Puck und der Eisfläche hat.
 2.) die Kufe des Schlittschuhs

- Blaue Linie: quer über die Eisfläche verlaufende Spielfeldmarkierung, die das Mitteldrittel und die beiden Verteidigungs- bzw. Angriffszonen voneinander trennt.

- Blueliner: ein Spieler (meist ein Verteidiger), der an der blauen Linie des Angriffsdrittels positioniert ist, um von dort aus Schlagschüsse auf das gegnerische Tor abzugeben. Manchmal wird auch ein solcher Schuss als Blueliner bezeichnet.

- Breakaway: ein schneller Gegenangriff, meist nach einer Unachtsamkeit oder nach Puckverlust der gegnerischen Mannschaft

- Bully: das Anspiel beim Eishockey zu Drittelbeginn bzw. nach Unterbrechungen.

- Butterfly-Stil: der heute gebräuchlichste Spielstil bei Torhütern, der durch das Abspreizen der Beinschoner vom Körper gekennzeichnet ist, wodurch der untere Teil des Tores effektiv vor flach angetragenen Schüssen geschützt werden kann.

## C
- Catch glove: siehe Fanghandschuh

- Center (oder Mittelstürmer): ein Angriffsspieler, der üblicherweise das Bully ausführt und die Spielzüge aufbaut, siehe Mittelstürmer

- Check oder Checking: jede Art von Störung eines angreifenden Gegenspielers durch Anrempeln oder ähnliches Vorgehen. Nur der scheibenführende Spieler darf gecheckt werden. Verboten sind allerdings Checks gegen den Kopf oder gegen die Bande.

- Clearing the zone oder Clearing: das Herausspielen der Scheibe aus der eigenen Verteidigungszone zur Entlastung während eines gegnerischen Angriffs, beispielsweise im Powerplay. Der Gegner muss danach einen neuen Angriff aufbauen, um ein Abseits zu verhindern.

- Coast to coast (etwa Von Küste zu Küste): damit wird ein Angriff bezeichnet, bei dem ein Spieler mit dem Puck aus der Verteidigungszone (meist von der Grundlinie oder hinter dem Tor) in die Angriffszone läuft und zum Torerfolg kommt.

- Corner: das Spielfeld im Bereich der vier Rundungen schräg hinter den Toren

- Crease: als Crease wird der halbkreisförmige Bereich vor dem Tor bezeichnet (Torraum). Daneben gibt es auch den Referee's Crease an der Bande bei der Mittellinie, in dem der Schiedsrichter seine Entscheidungen bekannt gibt.

- Crosscheck: ein regelwidriger Check mit hohem Stock, bei dem kein Teil des Schlägers das Eis berührt. Er resultiert im Regelfall in einer Bankstrafe. Im Falle von Verletzungen kann das Vergehen auch eine Matchstrafe nach sich ziehen.

## D
- Defender: Verteidiger, siehe Abwehrspieler

- Defensive Zone: siehe Verteidigungszone

- Deke: das An- oder Vortäuschen von Spielzügen durch einen angreifenden Spieler mit dem Ziel, die gegnerische Verteidigung auszuspielen

- Delayed penalty: (etwa verzögerte Strafe): Aufschub einer angezeigten gegnerischen Strafe bis zu jenem Moment, an dem die bestrafte Mannschaft in Puckbesitz gelangt. Während dieser Zeit kann das bestrafte Team kein Tor erzielen, weshalb der Gegner statt des Torwarts einen sechsten Feldspieler einsetzen kann, um eventuell schon vor Beginn des Powerplays ein Tor zu erzielen.

- Disziplinarstrafe: bei schweren Vergehen oder bei Kritik am Schiedsrichter kann zusätzlich zur kleinen Bankstrafe auch eine zehnminütige Disziplinarstrafe verhängt werden, die jedoch kein Unterzahlspiel für die betroffene Mannschaft nach sich zieht. Disziplinarstrafen werden auf dem Scoresheet mit dem englischen Begriff Misconduct eingetragen.

- Dive oder Diving: siehe Schwalbe

- Draft: in nordamerikanischen Profi-Sportligen gebräuchliche Spieler-Lotterie, bei der die Mannschaften sich die Dienste vielversprechender Talente sichern (siehe Hauptartikel NHL Entry Draft)

- Drittel: 1.) ein Spielabschnitt bei einem Eishockeyspiel von 20 Minuten Dauer

2.) ein Teil der Eisfläche, siehe Zone
- Drop Pass oder Dropping: das Liegenlassen des Pucks in der Angriffsbewegung für einen nachfolgenden Spieler

- Dump’n’Chase: eine Offensivstrategie, bei der der Puck zunächst in die gegnerische Zone geschossen wird. Die angreifende Mannschaft versucht dann, in den Rundungen hinter dem Tor in Puckbesitz zu gelangen. Im deutschsprachigen Raum ist diese Strategie auch unter dem Begriff kanadisch bekannt, was auf die Herkunft das Manövers verweist.

## E
- Einfrieren: das Festhalten des Pucks durch den Torwart, meist in einer gefährlichen Situation. Es resultiert in einer Unterbrechung und einem Bully in der eigenen Verteidigungszone

- Eiszeit: die Zeit, die ein Spieler insgesamt auf dem Eis verbringt. In einigen Ligen wie der National Hockey League werden darüber Statistiken geführt.

- Enforcer oder Goon: ein Spieler, der meist durch vernachlässigbare spielerische Fähigkeiten aber beeindruckende Körpermaße auffällt und nur ins Spiel gebracht wird, um Schlägereien zu provozieren oder gegnerische Spieler mit oft regelwidrigen Methoden zu attackieren.

- Empty Net Goal: ein Treffer ins leere Tor, wenn der Gegner den Torwart gegen einen zusätzlichen Feldspieler getauscht hat, um so die Chancen auf einen Ausgleich knapp vor Spielende zu erhöhen

- Ersatztorwart: der zweite oder dritte Torwart einer Mannschaft hinter der Nummer eins, welcher im Regelfall weniger Eiszeit erhält.

- Extra Attacker: im Falle eines Rückstandes knapp vor Spielende wird oft der eigene Torwart durch einen weiteren Feldspieler ersetzt, den man Extra Attacker nennt, um die Chance auf den Ausgleich zu erhöhen. Das Risiko dabei liegt in der Möglichkeit, ein Empty Net Goal zu erhalten.

## F
- Fanghandschuh oder Fanghand: ein Teil der Ausrüstung des Torwarts

- Fangquote (engl. Save Percentage): ein Teil der Torhüterstatistik, der Prozentsatz der gehaltenen an den insgesamt auf einen Torwart abgefeuerten Schüssen, siehe Fangquote

- Face Off: siehe Bully

- Feldspieler (engl. Skater): die Gesamtheit aller Spieler eines Teams exklusive der Torhüter

- Forechecking: frühzeitiges Stören eines gegnerischen Angriffes bzw. Behinderung des Aufbauspiels (siehe Hauptartikel Forechecking)

- Forward: Stürmer, siehe Angriffsspieler

- Freeze the puck oder Freeze: siehe Einfrieren

## G
- Gamesheet: siehe Scoresheet

- Gametying Goal: das Tor zum Unentschieden. Es taucht heute im Normalfall nicht mehr in den Statistiken auf, da Spiele, die nach der regulären Spielzeit unentschieden sind, in der Overtime oder im Penaltyschießen entschieden werden.

- Gamewinning Goal: das Siegestor. In der Statistik ist es gleichbedeutend mit jenem Treffer, der am Ende mehr erzielt wurde als es der gegnerischen Mannschaft gelang, unabhängig davon, wie viele Tore danach noch erzielt wurden.

- Gegentorschnitt: ein Teil der Torhüterstatistik, der die Anzahl der durchschnittlich in 60 Minuten erhaltenen Tore angibt (siehe Goals Against Average)

- Goals against average (GAA): siehe Gegentorschnitt

- Goalie: siehe Eishockeytorwart

- Goon: siehe Enforcer

- Gordie Howe Hattrick: besondere Form des Hattricks, die aus einem Tor, einem Assist und einer Rauferei (große Bankstrafe) besteht (siehe Hauptartikel Gordie Howe Hattrick)

- Große Bankstrafe: siehe Bankstrafe

## H
- Haken: das Halten oder Behindern eines gegnerischen Spielers mit dem Stock. Es resultiert meist in einer kleinen Bankstrafe.

- Halten: das Festhalten bzw. Behindern des gegnerischen Spielers. Es resultiert meist in einer kleinen Bankstrafe.

- Handpass: irreguläres Zuspiel oder Beeinflussen des Pucks mit der Hand, das zu einer Unterbrechung und einem Bully führt. Das Fangen eines fliegenden Pucks ist erlaubt, solange keinerlei weiterer Spielzug erfolgt und der Puck unmittelbar danach wieder auf dem Eis platziert wird.

- Hattrick: drei Tore eines einzelnen Spielers in einem Spiel. Werden die drei Tore unmittelbar aufeinanderfolgend erzielt, so spricht man von einem Natural Hattrick

- High Sticking: siehe Hoher Stock

- Hoher Stock: ein Angriff auf einen gegnerischen Spieler mit erhobenem Stock, im Regelfall gegen den Schulter- und Kopfbereich. Ebenso wird damit ein Schussversuch bei einem fliegenden Puck bezeichnet, wenn der Schläger höher dabei ist als die Querlatte des Tores.

- Holding: siehe Halten

- Home Team: die auf eigenem Eis spielende Mannschaft im Gegensatz zum Road Team, der Gastmannschaft

- Hooking: siehe Haken

## I
- Icing: unerlaubter Weitschuss, bei dem der Puck die rote Mittellinie und die gegnerische Torlinie überschreitet, ohne dabei von einem weiteren Spieler berührt worden zu sein. Ein Icing resultiert in einer Spielunterbrechung und einem Bully in der Verteidigungszone des verursachenden Teams. Bei einer in Unterzahl spielenden Mannschaft ist die Icing-Regel für die Dauer der Strafzeit ausgesetzt.

## J
- Jersey: das Dress eines Eishockeyspielers

- Jersey number: siehe Rückennummer

## K
- Kanadisch oder Kanadisch (Hinein)spielen: siehe Dump’n’Chase

- Kleine Bankstrafe: siehe Bankstrafe

- Kurze Ecke: die näher zum angreifenden bzw. scheibenführenden Spieler befindliche Seite des gegnerischen Tores

## L
- Lange Ecke: die weiter vom angreifenden bzw. scheibenführenden Spieler entfernte Seite des gegnerischen Tores

- Latte: siehe Querlatte

- Legpads: die Beinschoner des Torwarts

- Long change: da in jedem Drittel die Seiten gewechselt werden, haben die Teams im zweiten Spielabschnitt den Nachteil, dass sich die Spielerbank näher zur Angriffszone befindet. Der längere Weg zur Bank erschwert das Wechseln während Spielphasen, in denen ein Team verstärkt Verteidigungsarbeit leisten muss, wie etwa in Unterzahl, und resultiert daher oft in übermäßig langen Shifts für die am Eis befindlichen Spieler, was als long change bezeichnet wird.

## M
- Major Penalty: siehe Bankstrafe

- Matchstrafe: eine Matchstrafe wird bei besonders schweren Vergehen verhängt und resultiert neben einer großen Bankstrafe und dem sofortigen Ausschluss auch in einer Sperre des betroffenen Spielers für folgende Spiele.

- Minor Penalty: siehe Bankstrafe

- Misconduct: siehe Disziplinarstrafe

## N
- Net: im amerikanischen Sprachraum übliche Bezeichnung für das Eishockeytor

- Neutrale Zone: das mittlere Drittel des Spielfeldes

## O
- Offside: siehe Abseits

- One-Timer: ein direkt abgenommenes Zuspiel, meist als Schlagschuss ausgeführt

- On the fly: etwa während des laufenden Spiels, beispielsweise ein Spielerwechsel, der nicht während einer Unterbrechung stattfindet (fliegender Wechsel)

- Open Ice Hit oder Open Ice Check: ein Check auf der offenen Eisfläche in einiger Entfernung von den Banden. Solche Checks resultieren oft in spektakulären Stürzen und ziehen in manchen Fällen auch Verletzungen nach sich, sind aber an sich regelkonform, sofern sie nicht gegen Kopf oder Hals gerichtet sind und mit angelegten Armen und ohne Einsatz des Schlägers erfolgen.

- Overload-System: eine spezielle Spielart des Powerplays, bei der mittels einer asymmetrischen, also zu einer Seite der Eisfläche tendierenden Aufstellung und die dadurch entstehende Bündelung der Kräfte ein Vorteil gesucht wird.

- Overtime: die Verlängerung bei Gleichstand nach der regulären Spielzeit, meist in der Länge von fünf Minuten mit vier gegen vier Feldspielern, bei Playoff-Spielen aber auch in herkömmlichen 20-Minuten-Einheiten und bei fünf gegen fünf. Die Overtime endet jedoch in jedem Fall mit dem ersten erzielten Tor.

## P
- Pads: siehe Legpads

- Playmaker (etwa Spielmacher): der kreative Kopf eines Teams wird oft als Playmaker bezeichnet, wenn ein Großteil der Spielzüge durch ihn eingeleitet oder über ihn als Angelpunkt abgewickelt wird. Im Regelfall handelt es sich um einen Center.

- Penaltykiller: Spieler einer in Unterzahl agierenden Mannschaft. Das offensichtliche Gegenteil Powerplayer gibt es nicht.

- Penaltykilling: das Spiel in Unterzahl nach einer verhängten Strafzeit gegen die eigene Mannschaft

- Penaltyschießen: im Fall eines Unentschiedens nach der Overtime wird der Sieger meist durch ein Penaltyschießen ermittelt, bei dem die Spieler beider Mannschaften abwechselnd zu einem Penaltyschuss antreten, ähnlich dem Elfmeterschießen. Siehe Penaltyschuss

- Period: siehe Drittel

- Pfosten: die beiden Steher, die das linke bzw. rechte Ende des Tores markieren

- Pfostenschuss: ein Torschuss, der von einem der Pfosten abprallt

- Pipe: im englischen Sprachraum übliche Bezeichnung für den Pfosten

- Plus/Minus: Statistik, welche die Anwesenheit eines Spielers auf dem Eis bei eigenen und gegnerischen Toren gegeneinander aufrechnet.

- Powerbreak: Werbeunterbrechung

- Powerplay: das Spiel in Überzahl bei einer gegen die gegnerische Mannschaft verhängten Strafzeit. Die Möglichkeit, ein Tor zu erzielen, ist hier besonders günstig.

## Q
- Querlatte: der Querbalken, der das obere Ende des Tores markiert

## R
- Rebound: ein unkontrolliert abprallender Schuss, der vom Torwart nicht festgehalten werden kann. Rebounds bieten der angreifenden Mannschaft eine gute Möglichkeit für weitere Schüsse, vor allem wenn sie direkt in den Slot zurückprallen. Vom Torhüter bewusst in die Rundungen hinter dem Tor abgelenkte Schüsse gelten nicht als Rebounds.

- Road Team: die auswärts antretende Mannschaft

- Roster: der Kader einer Mannschaft

- Rote Linie: quer verlaufende Spielfeldmarkierung, die die Mitte der Eisfläche markiert.

- Rückennummer: die Nummer eines Spielers, die auf Rücken und Ärmel des Jerseys gedruckt ist. Möglich sind alle Zahlen zwischen 1 und 99, wobei viele Clubs über gesperrte Nummern verfügen, welche zur Ehrung verdienter früherer Spieler nicht mehr vergeben werden.

- Rückhandschuss: ein Schuss oder Pass, den ein Spieler mit der Rückseite seines Schlägers abgibt. Er ist weniger kräftig und präzise als ein normaler Schuss, wird jedoch oft bei überraschenden Spielzügen und Torschüssen angewandt.

- Roughing: siehe Übertriebene Härte

- Rush: siehe Schnellangriff

## S
- Save Percentage: siehe Fangquote

- Scheibe: im deutschsprachigen Raum gebräuchliche Bezeichnung für den Puck, in russisch шайба

- Schlagschuss (englisch Slapshot): eine spezielle Schusstechnik, bei der der Schütze mit dem Schläger weit ausholt und sein ganzes Gewicht in den Schuss legt. Mit dieser Technik werden die höchsten Puckgeschwindigkeiten erzielt (bis zu 170 km/h), jedoch wird damit einhergehend eine verringerte Zielgenauigkeit in Anspruch genommen. Häufig wird diese Schusstechnik von den Bluelinern (s. dort) angewandt.

- Schlittschuhtor: ein irregulärer Treffer, der durch bewusstes Bewegen des Pucks mit Hilfe eines Schlittschuhs erzielt wurde

- Schnellangriff oder Konter: ein schnell durchgeführter Angriff, meist nach einem Puckverlust des Gegners.

- Schwalbe (englisch Diving): theatralisches Fallenlassen oder Vortäuschen einer Regelwidrigkeit nach einem Check oder sonstigen Angriff eines gegnerischen Spielers, um eine Strafzeit zu erzwingen. Diving kann jedoch umgekehrt zu einer Strafe wegen Unsportlichen Verhaltens führen.

- Scoresheet oder Gamesheet: das von den Punktrichtern geführte Spielprotokoll der Spielgeschehnisse, in dem Tore, Strafzeiten, Schüsse und Ähnliches festgehalten werden. Es muss nach dem Spiel vom Schiedsrichter genehmigt werden und bildet die Grundlage für die im Eishockey gebräuchlichen Statistiken.

- Screening (etwa Abschirmen): der Versuch, dem gegnerischen Torhüter bei einem Angriff die Sicht zu verstellen, um die Chance auf einen Torerfolg zu erhöhen

- Shift: die Einwechslung eines Spielers bzw. dessen Eiszeit bis zum nächsten Wechsel. Ein durchschnittlicher Spieler bringt es auf 15 bis 25 Shifts pro Spiel von jeweils etwa 30 bis 60 Sekunden Dauer.

- Shootout: siehe Penaltyschießen

- Shutout: ein vollständig absolviertes Spiel eines Torwarts ohne Gegentor, nicht zu verwechseln mit dem Shootout, dem englischen Begriff für das Penaltyschießen

- Slot: der Raum vor dem Tor, in dem die Chance, einen Schuss abzufälschen, einen Abpraller zu verwerten oder die Sicht des Torwarts zu behindern besonders groß ist.

- Spieldauer-Strafe: wird bei größeren Vergehen vom Schiedsrichter zusammen mit einer großen Bankstrafe verhängt und ist gleichbedeutend mit dem Ausschluss des betroffenen Spielers vom laufenden Spiel. Die Spieldauer-Strafe ist nicht gleichbedeutend mit der Matchstrafe, bei der außerdem eine Sperre von mindestens einem weiteren Spiel ausgesprochen wird.

- Spin-o-rama: Eine Bewegung, bei der der puckführende Spieler sich schnell um sich selbst dreht, um an einem Gegenspieler vorbeizukommen.

- Starting Six: siehe Starting Six

- Stay-at-Home bzw. Stay-at-Home-Verteidiger: ein Spieler, im Regelfall ein Verteidiger, der vorwiegend defensiv agiert und dessen Schwerpunkt auf der Arbeit im eigenen Verteidigungsdrittel liegt.

## T
- Three-on-one (etwa Drei gegen einen): ein Angriff, meist in Form eines Breakaways, bei dem drei Spieler einer Mannschaft gegen nur einen Verteidiger fahren

- Time Out: eine dreißig Sekunden andauernde Spielunterbrechung, die vom jeweiligen Trainer eines Teams veranlasst werden kann, um das taktische Vorgehen zu besprechen. Jedes Team verfügt über ein Timeout pro Spiel.

- Trapezoid: Bezeichnung des Bereichs jenseits der Torlinie hinter dem Tor in der nordamerikanischen National Hockey League. Spielt der Torwart den Puck außerhalb dieses Bereichs, erhält er eine Strafe wegen Spielverzögerung.

- Trapper: siehe Fanghandschuh

- Trash talk: Wortwechsel auf dem Eis mit dem Ziel, einen gegnerischen Spieler zu provozieren und seine Konzentration zu stören.

- Tripping: siehe Beinstellen

## U
- Übertriebene Härte: der Einsatz von unangemessenen Mitteln, meist bei der Verteidigungsarbeit. Es resultiert meist in einer kleinen Bankstrafe.

- Überzahlspiel: siehe Powerplay

- Ugly Goal (etwa hässliches Tor): damit werden Tore bezeichnet, die nicht durch das Herausspielen von Chancen erzielt werden, sondern durch unglückliche Zufälle oder auch Nachstochern, wenn der Torwart den Puck nicht unter Kontrolle bringt. Alternativ auch als garbage goal (etwa Müll-Tor) bezeichnet.

- Unterzahlspiel: siehe Penaltykilling

## V
- Verteidiger: siehe Abwehrspieler

- Verteidigungszone: auch als eigene Zone bezeichnet, jenes Drittel des Spielfeldes, in dem sich das eigene Tor befindet

- Vorlage: siehe Assist

## W
- Wayne’s Office: der Raum hinter dem gegnerischen Tor, benannt nach der Eishockey-Legende Wayne Gretzky, der von dort aus viele erfolgreiche Angriffe einleitete

- Winger: siehe Angriffsspieler

- W-L-T: in Statistiken die Kurzform für Wins - Losses - Ties bzw. Siege - Niederlagen - Unentschieden. Aufzeichnungen darüber sind ein Teil der Torhüterstatistiken und werden in jedem Spiel denjenigen Torwarten beider Teams zugesprochen, die sich zum Zeitpunkt des Gamewinning Goals auf dem Eis befinden. Die gesamte Statistik dazu wird im Allgemeinen als Record (im Sinne von Aufzeichnung) bezeichnet.
- Wrist shot: Handgelenkschuss; Schuss auf das Tor aus dem Handgelenk mit sehr kurzer Ausholbewegung. Siehe Handgelenkschuss

## Z
- Zamboni: die Eisbearbeitungsmaschine. Bei Zamboni handelt es sich eigentlich um einen Hersteller, der jedoch dank seiner Pionierarbeit Marktführer in diesem Segment ist, sodass der Firmenname zum Allgemeingut wurde.

- Zone: durch die blauen Linien wird das Spielfeld in drei Abschnitte, sogenannte Zonen unterteilt: vom jeweils eigenen Tor einer Mannschaft ausgehend unterscheidet man die Verteidigungszone, die neutrale Zone und die Angriffszone.